# PartnerAid
World Relief Deutschland (прежнее название — PartnerAid; от англ. «партнёрская помощь») — межконфессиональная, христианская, гуманитарная, неправительственная организация, которая оказывает помощь в ряде стран Африки и Азии.
Целью деятельности организации является решение проблем бедности и предоставление обделенным людям возможности повысить уровень жизни через проекты в сфере развития и первой помощи.
Основной фокус работы PartnerAid направлен на три области: ориентированная на развитие первая помощь; здоровье, вода и питание; образование и обеспечение средств к существованию.
Главный офис организации находится в городе Ной-Анспах, Германия. Имеются также партнёрские офисы в Нидерландах, Швейцарии, Великобритании и США.

## Принципы работы
PartnerAid основывается в своей работе на принципах равенства и уважительного отношения к людям разных культур, вероисповедований, мировоззрений, полов, возрастов, ориентаций и политических направленностей. PartnerAid признает важность культурного многообразия и считает партнерство успешным только в том случае, если стороны рассматривают друг друга как равных.
PartnerAid подписал Кодекс Поведения для международного движения Красного Креста и Красного Полумесяца и общественных организаций во время предупреждения и ликвидации чрезвычайных ситуаций, который содержит основные профессиональные принципы для работы и создания определенных стандартов во время чрезвычайных ситуаций.

## История создания
PartnerAid был основан христианами в Германии в 1998 году. Изначально его деятельность основывалась на добровольном участии. Помощь в борьбе с бедностью оказывалась в странах Центральной и Южной Азии. Со временем сфера деятельности и количество проектов организации стали расти. Вместе с этим стало меняться и сознание того, что для успешных и стабильных результатов работы в стране требуется в первую очередь понимание её культуры, образа жизни населяющих её людей, их языка и религии. Это привело к тому, что проекты PartnerAid и пребывание их участников в стране стали долгосрочными, а также послужило основой реорганизации внутри PartnerAid.
На сегодняшний день PartnerAid оказал помощь людям из 15 стран Азии и Африки. Проекты проводятся в данный момент в 9 странах: Индонезии, Йемене, Кыргызстане, Пакистане, Сомали, Судане, Таджикистане, Танзании и Эфиопии. В 2011 году 219.911 людей, участвующих в 5 крупнейших проектах PartnerAid, извлекли пользу из совместной работы с организацией. Общие расходы составили при этом 2,195,192.00 евро.

## Деятельность
Важными инструментами работы PartnerAid в развивающихся странах являются различные проекты развития общества и учреждений, первая помощь в чрезвычайных ситуациях, консультирование и содействие развитию общественности, а также поддержка нуждающихся. Особое значение в работе PartnerAid придаётся уважению культурных ценностей страны. Это является ключом к успешному и эффективному проведению проектов.

### Ориентированная на развитие первая помощь
PartnerAid преследует цель облегчить бедственное положение и смягчить лишения, которые претерпевают люди вследствие чрезвычайных ситуаций. PartnerAid стремится избежать возникновения зависимости пострадавших от гуманитарной помощи и предоставляет возможность вести самостоятельный образ жизни после чрезвычайных ситуаций.

### Здоровье, вода и питание
PartnerAid обеспечивает медицинскую помощь пострадавшим во время катастроф и конфликтов, способствует предотвращению возникновения болезней, заботится об обеспечении всем необходимым матерей и детей, следит за улучшением детского питания, уделяет особое внимание адекватным гигиеническим условиям и обеспечению пострадавших чистой питьевой водой.

### Образование и обеспечение средств к существованию
Обеспечение доступа к посещению детьми начальной и общеобразовательной школы, а также к дальнейшему профессиональному обучению является основной целью работы PartnerAid в сфере образования. С этим связаны и меры, которые приносят устойчивый доход и позволяют преодолеть бедность. Поощрение мелкой промышленности, тренинги и обучение, микрокредиты, улучшение инфраструктуры и консультирование — инструменты деятельности PartnerAid в сфере образования.

## Финансирование
Основные источники финансирования PartnerAid — это дотации и пожертвования как частных лиц, так и различных учреждений. Согласно годовому отчету PartnerAid за 2011 год основными источниками дохода были субсидии, а также пожертвования и членские взносы (смотри диаграмму). 89,1 % всех средств была инвестирована в проекты; 10,9 % были вложены в административные и рекламные операции.

## Организационная структура
PAI — PartnerAid International e.V. — это зарегистрированная некоммерческая организация. Кроме организации PAI — PartnerAid International e.V. в Германии имеются также некоммерческие организации PartnerAid в Великобритании (PartnerAid UK), США (PartnerAid US), Нидерландах (PartnerAid NL) и Швейцарии (PartnerAid Schweiz). Все они работают на общей этнической основе и преследуют общие цели. С юридической и финансовой точки зрения они независимы друг от друга.
Органами объединения являются общее собрание членов, совет директоров и наблюдательный совет. Отдел международных программ подчинён непосредственно совету директоров, однако координируется отделом операций главного офиса. Сотрудники PartnerAid работают в офисе организации и в проектах как на общественных началах, так и в рамках основной деятельности.

## Членство
- EPN Hessen — Entwicklungspolitisches Netzwerk Hessen (Система политики развития в земле Гессен)
- Deutsch-Jemenitische Gesellschaft — (Немецко- Йеменское общество)
- Erlassjahr.de — Ассоциация немецких организаций по политике развития.[6]

## Партнёры
Партнёры в ООН
- IOM — Международная организация по миграции
- ПРООН — Программа развития ООН
- UNFPA — Фонд ООН в области народонаселения
- UNHCR — Управление Верховного комиссара ООН по делам беженцев
- UNICEF — Детский фонд ООН
- UNOCHA — United Nations Office for the Coordination of Humanitarian Affairs
- WFP — Всемирная продовольственная программа
- WHO — Всемирная организация здравоохранения

Партнёры в правительстве
- CIM — Центр международной миграции и развития
- GIZ — Немецкое общество международного развития
- Посольство Японии в Йемене
- USAID / OFDA — Агентство США по международному развитию

Другие организации
- Aid to Leprosy Patients
- Aktion HelpDirekt e.V.
- Concern Worldwide
- Dorcas Aid International
- Food for the Hungry
- gut.org
- Hope e.V.
- Humedica e.V.
- Millennium Relief and Development Services
- PartnerAid CH
- PartnerAid NL
- PartnerAid UK
- PartnerAid USA
- Tearfund UK.[6]